# 大來皇女
大來皇女（661年2月15日—702年2月2日，即生於齊明天皇7年1月8日，卒於大寶元年2月7日），又稱大伯皇女，天武天皇的女兒，齋王。母親是天智天皇之女大田皇女，同母弟大津皇子。她在天智天皇前往築紫的船隊通過大伯的海域時誕生，但其母大田皇女於她7歲時便去世了。
大來皇女於天武天皇三年（674年）十月九日（日本舊曆），成為其父皇天武天皇確立齋王制度後的首位齋王，出仕伊勢神宮。翌年（天武天皇四年）二月十三日，十市皇女與阿閉皇女（後來的元明天皇）前往伊勢參拜。朱鳥元年（686年）四月二十七日，多紀皇女與山背姬王、石川夫人被遣往伊勢神宮。同年大津皇子被控謀反賜死，大來皇女於十一月十七日退任齋王返回京城，擔任齋王共計13年。大寶元年（701年）十二月二十七日去世，年約40歲。
《萬葉集》存有6首她為思念弟弟大津皇子而作的和歌。三重縣名張市的夏見廢寺據說是她發願建造的。